# Городской парк

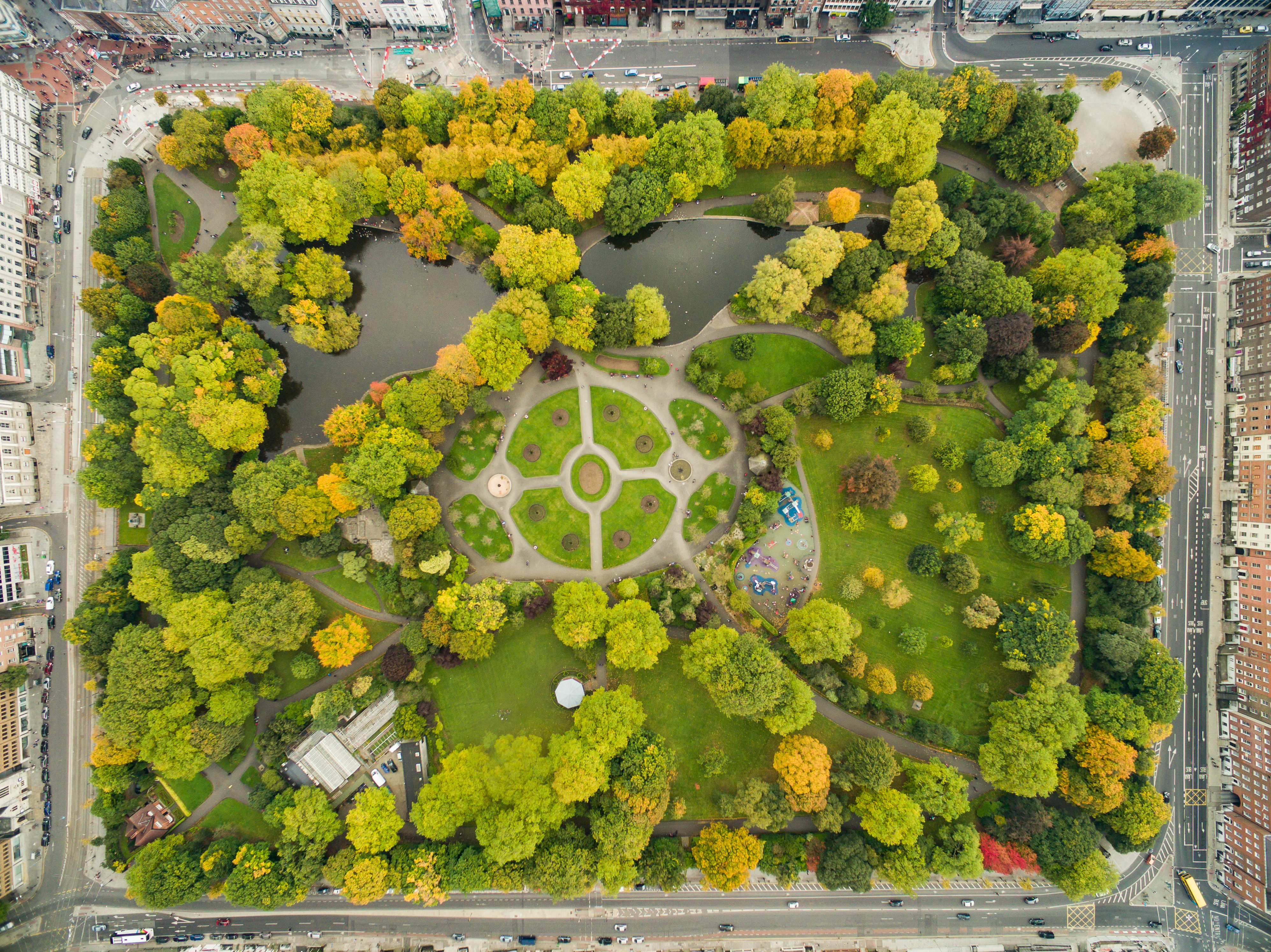
Городской парк Дублина

Городско́й парк (в Северной Америке — муниципальный парк) — парк города или (редко) входящего в него административного образования, созданный для отдыха горожан или туристов и озеленения пространства. История городских парков в Европе берёт своё начало с середины XVI века.
В современных городских парках обычно имеются игровые площадки, сады, велосипедные дорожки, площадки для разных спортивных игр, общественные туалеты, лодочный пирс. Трава в таких парках всегда короткая, что препятствует размножению насекомых-вредителей и служит для устраивания спортивных мероприятий или пикников.
В США существует движение 10-Minute Walk, полное название «10-Minute Walk to a Park», переводится «10-минутная прогулка до парка». Суть экологического движения в том, чтобы каждый житель мог добраться не более чем за 10 минут до парка или зелёной зоны. Первым городом в США, где каждый житель может за 10 минут дойти до парка, стал Сан-Франциско.